# 11800 Carrozzo
11800 Carrozzo eller 1981 DN2 är en asteroid i huvudbältet som upptäcktes den 28 februari 1981 av den amerikanska astronomen Schelte J. Bus vid Siding Spring-observatoriet. Den är uppkallad efter Filippo Giacomo Carrozzo.
Den tillhör asteroidgruppen Eos.